# Église de Masku
L'église de Masku  (en finnois : Maskun kirkko)  est une église médiévale en pierre construite à Masku en Finlande ,,,.

## Situation
L'église de Masku et son presbytère forment le centre ecclésiastique de Masku de l'une des plus anciennes congrégations de la côte de la région de Turku.
Son environnement médiéval comprend aussi un clocher au carrefour des routes médiévales et un cimetière avec des tombeaux.
L'église est située dans une zone agricole le long de la rivière Maskunjoki, qui est le centre d'habitation de l'âge du fer et de l'époque médiévale.
L'église de Masku est située au carrefour des routes médiévales Turku-Rauma et  Naantali-Rusko.
À côté de l'église se trouve un cimetière de l'âge du fer dit cimetière d'Humikkala, et une zone d'habitation préhistorique près de Myllymäki.

## L'église
L'église de Masku a probablement été construite entre 1490 et 1510.
L'église est dédiée à Saint Jean-Baptiste et Sainte Ursule.
La nef est à vaisseau unique et à quatre travées 
La partie inférieure des murs est entourée d'un drapé rouge et bleu du XVIIe siècle.
Les bancs de l'église et la tribune d'orgue datent des années 1880.
Les objets d'art médiévaux comprennent entre-autres un crucifix de la fin du Moyen Âge, un autel de Silésie et des fonts baptismaux en pierre.
Une chaire de style baroque, des pierres tombales en calcaire sur le sol de la nef datent du XVIIe siècle.
La nef est reliée au nord à l'ancienne sacristie et au sud à la salle d'armes. Exceptionnellement, l'église ne possède pas de portail occidental.
Devant le papinove, un vestibule en bois a été conservé.

## Le clocher et le presbytère
Le clocher  à l'intersection des routes à l'ouest de l'église est médiéval dans sa partie inférieure en pierre grise, mais la date d'achèvement des structures en bois au sommet est inconnue.
Le presbytère de Masku est établi depuis le moyen Âge dans le village de Humikkala, près de l'église.
Le bâtiment principal actuel du presbytère à la toiture de style Empire a été construit en 1860 par l'architecte du comté Georg Theodor Chiewitz.
Les parties les plus anciennes de la cave voûtée en pierre ont été construites en 1685.
La cour du presbytère comprend d'autres bâtiments, dont l'écurie est du XIXe siècle et la cabane d'Hemming du début du XXe siècle.

## Le cimetière
Dans le cimetière se trouvent les tombeau de Juva et Kankainen.
Le tombeau en pierre construit au milieu du XVIIe siècle pour le manoir voisin de Kankainen a ensuite été utilisée comme abri de stockage. Le bâtiment de forme carrée est couvert d'un toit pyramidal en deux parties recouvert de tuiles. Le constructeur doit avoir été Gustav Eevertinpoika Horn (1614-1666).
Le tombeau en bois de Juva date de la fin du XVIIIe siècle.
Le monument aux héros de la guerre est conçu et érigé au carré des héros du cimetière de l'église par le sculpteur Ilmari Wirkkala en 1951.

## Classement
En 2009, la direction des musées de Finlande a classé l'église et le presbytère parmi les sites culturels construits d'intérêt national en Finlande.